# Leucochimona lagora
Leucochimona lagora is een vlindersoort uit de familie van de prachtvlinders (Riodinidae), onderfamilie Riodininae.
Leucochimona lagora werd in 1853 beschreven door Herrich-Schäffer.